# 大壢
大壢，是臺灣新竹縣寶山鄉的一個傳統地域名稱，位於該鄉東南部。相較於今日行政區，其範圍大致包括油田村南半部、山湖村東南半部。
寶山第二水庫位於本地區東部，與其北邊的寶山水庫聯合運用，增加新竹地區水資源之調蓄及供給能力。

## 歷史
台灣清治末期至日治初期，大壢地區為一街庄，稱為「大壢庄」，隸屬於竹北一堡。該庄西邊及北邊西段與鷄油凸庄為鄰，北邊東段與草山庄為鄰，東與樹杞林街為鄰，南邊為水磜子庄、北埔庄、中興庄、石井庄。
1901年（日治明治三十四年）11月，全台廢縣廳改設二十廳，該庄隸屬於新竹廳。1909年（明治四十二年）10月，合併二十廳為十二廳，該庄隸屬不變。1920年（大正九年），廢十二廳改設五州二廳，該庄改制為「大壢」大字，隸屬於新竹州竹東郡寶山庄，大字下有「上大壢」、「下大壢」小字名。
戰後寶山庄改制為寶山鄉，隸屬於新竹縣，大字亦改制為村。1950年桃、竹、苗分治，寶山鄉隸屬不變。

## 交通
鄉道竹83線（寶山路一段、中大壢路）是水仙崙至埔尾的道路，也是大壢地區中部主要的縱向道路，向北可前往草山、水仙崙接新竹市的寶山路及園區二路，向南可前往北埔鄉的埔尾並止於省道台3線。
鄉道竹40線（新湖路三段）是新城至二重埔的道路，經過本地區西北部邊界地帶，向西北可前往新城並止於鄉道竹47線，向東北可前往竹東二重埔並止於縣道122號。

## 水利設施
- 寶山第二水庫

## 廟宇
- 大壢老仙爺廟